# Filmjahr 1949
Liste der Filmjahre

◄◄ | ◄ | 1945 | 1946 | 1947 | 1948 | Filmjahr 1949 | 1950 | 1951 | 1952 | 1953 | ► | ►►

Weitere Ereignisse

## Ereignisse
- 13. April – Das Deutsche Filminstitut wird gegründet.
- 3. September – Uraufführung von Der dritte Mann (Regie: Carol Reed). Aus einer Abstimmung des British Film Institute im Jahr 1999 ging diese Produktion als bester britischer Film des 20. Jahrhunderts hervor.

## Erfolgreichste Filme

### Top 10 in den USA
Die zehn erfolgreichsten Filme an den US-amerikanischen Kinokassen nach Einspielergebnis.
| Platz | Filmtitel                     | Einspielergebnis in US-Dollar |       |
| ----- | ----------------------------- | ----------------------------- | ----- |
| 1.    | Jolson Sings Again            | 5.000.000                     | [ 1 ] |
| 2.    | Battleground                  | 4.722.000                     | [ 2 ] |
| 3.    | I Was a Male War Bride        | 4.100.000                     | [ 1 ] |
| 4.    | Sands of Iwo Jima             | 4.000.000                     | [ 1 ] |
| 5.    | The Stratton Story            | 3.831.000                     | [ 2 ] |
| 6.    | Pinky                         | 3.800.000                     | [ 3 ] |
| 7.    | Mr. Belvedere Goes to College | 3.700.000                     | [ 3 ] |
| 8.    | Neptuns Tochter               | 3.477.000                     | [ 2 ] |
| 9.    | Little Women                  | 3.425.000                     | [ 2 ] |
| 10.   | Sorrowful Jones               | 3.400.000                     | [ 3 ] |

## Filmpreise

### Golden Globe Award
Am 16. März werden im Hollywood Roosevelt Hotel die Golden Globe vergeben:
- Bestes Drama: Schweigende Lippen von Jean Negulesco und Der Schatz der Sierra Madre von John Huston
- Bester Schauspieler: Laurence Olivier in Hamlet
- Beste Schauspielerin: Jane Wyman in Schweigende Lippen
- Bester Nebendarsteller: Walter Huston in Der Schatz der Sierra Madre
- Beste Nebendarstellerin: Ellen Corby in Geheimnis der Mutter
- Bester Regisseur: John Huston für Der Schatz der Sierra Madre
- Bester ausländischer Film: Hamlet von Laurence Olivier

### Academy Awards
Die diesjährige Oscarverleihung findet am 24. März im AMPAS Theater in Los Angeles statt. Moderator ist der Schauspieler Robert Montgomery.
- Bester Film: Hamlet von Laurence Olivier
- Bester Hauptdarsteller: Laurence Olivier in Hamlet
- Beste Hauptdarstellerin: Jane Wyman in Schweigende Lippen
- Bester Regisseur: John Huston für Der Schatz der Sierra Madre
- Bester Nebendarsteller: Walter Huston in Der Schatz der Sierra Madre
- Beste Nebendarstellerin: Claire Trevor in Gangster in Key Largo
- Bestes Drehbuch: John Huston für Der Schatz der Sierra Madre

Vollständige Liste der Preisträger

### Filmfestspiele von Venedig
Das Festival von Venedig findet vom 11. August bis zum 1. September statt. Die Jury wählt folgende Preisträger aus:
- Goldener Löwe: Manon von Henri-Georges Clouzot
- Bester Schauspieler: Joseph Cotten in Jenny
- Beste Schauspielerin: Olivia de Havilland in Die Schlangengrube

### Internationale Filmfestspiele von Cannes 1949
Die Festspiele von Cannes finden vom 2. September bis zum 17. September statt. Die Jury wählt folgende Preisträger aus:
- Großer Preis des Festivals: Der dritte Mann von Carol Reed
- Bester Schauspieler: Edward G. Robinson in Blutsfeindschaft
- Beste Schauspielerin: Isa Miranda in Au-delà des grilles
- Bester Regisseur: René Clément für Au-delà des grilles

### New York Film Critics Circle Award
- Bester Film: Der Mann, der herrschen wollte von Robert Rossen
- Beste Regie: Carol Reed für Kleines Herz in Not
- Bester Hauptdarsteller: Broderick Crawford in Der Mann, der herrschen wollte
- Beste Hauptdarstellerin: Olivia de Havilland in Die Erbin
- Bester ausländischer Film: Fahrraddiebe von Vittorio De Sica

### National Board of Review
- Bester Film: Fahrraddiebe von Vittorio De Sica
- Beste Regie: Vittorio De Sica für Fahrraddiebe
- Bester Hauptdarsteller: Ralph Richardson in Die Erbin und Kleines Herz in Not
- Beste Hauptdarstellerin: Preis in diesem Jahr nicht vergeben

### Weitere Filmpreise und Auszeichnungen
- Directors Guild of America Award: Joseph L. Mankiewicz für Ein Brief an drei Frauen, Rex Ingram (Lebenswerk)
- British Film Academy Award: Hamlet von Laurence Olivier
- Louis-Delluc-Preis: Jugend von heute von Jacques Becker
- Photoplay Award: The Stratton Story von Sam Wood (Bester Film), James Stewart (populärster männlicher Star), Jane Wyman (populärster weiblicher Star)
- Writers Guild of America Award: Osterspaziergang (Bestes Musical), Die Schlangengrube (Bestes Drama), Der Schatz der Sierra Madre (Bester Western), Belvedere räumt auf (Beste Komödie)

## Geburtstage

### Januar bis März
Januar:

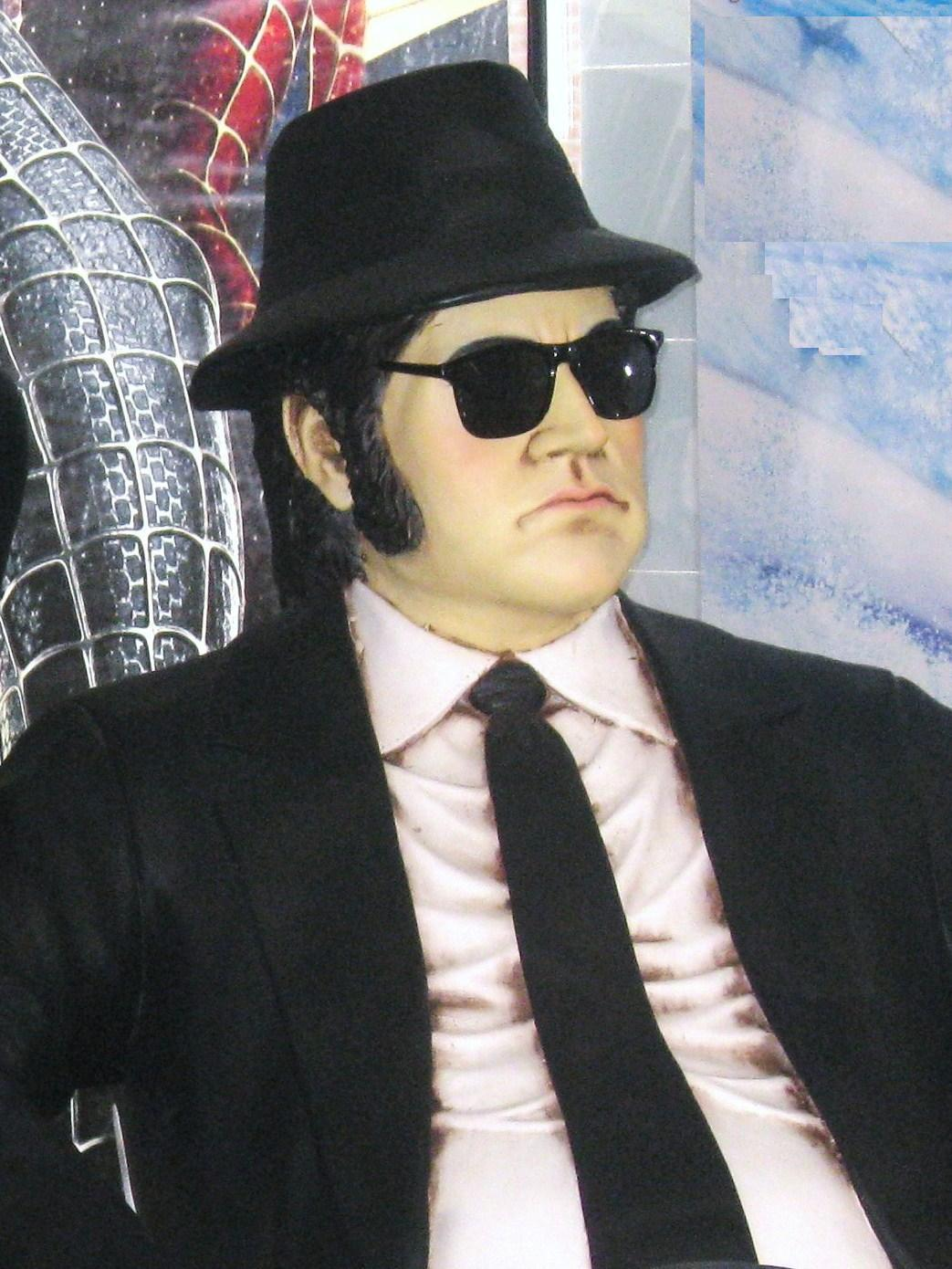
John Belushi (* 24. Januar)

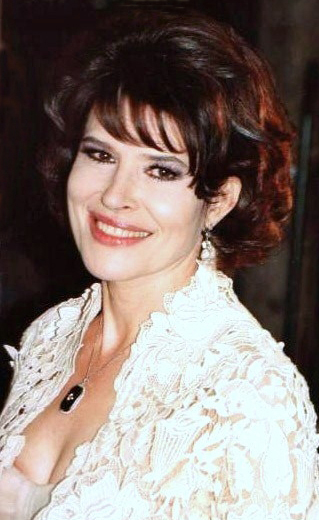
Fanny Ardant (* 22. März)

- 02. Januar: Nadia Cassini, italienische Schauspielerin und Sängerin († 2025)
- 06. Januar: Rudolf van den Berg, niederländischer Regisseur und Drehbuchautor
- 06. Januar: Stephen Bogart, US-amerikanischer Filmproduzent und Romanautor
- 07. Januar: Steven Williams, US-amerikanischer Schauspieler
- 12. Januar: George Meyer-Goll, deutscher Schauspieler († 2023)
- 12. Januar: Wayne Wang, US-amerikanischer Regisseur
- 14. Januar: Lawrence Kasdan, US-amerikanischer Regisseur
- 15. Januar: Götz Kauffmann, österreichischer Schauspieler († 2010)
- 24. Januar: John Belushi, US-amerikanischer Schauspieler († 1982)
- 25. Januar: Rainer Frieb, deutscher Schauspieler († 2017)
- 26. Januar: David Strathairn, US-amerikanischer Schauspieler
- 28. Januar: Jean-Pierre Sinapi, französischer Regisseur

Februar:
- 01. Februar: Peter Millowitsch, deutscher Schauspieler
- 02. Februar: Brent Spiner, US-amerikanischer Schauspieler
- 04. Februar: Michael Beck, US-amerikanischer Schauspieler
- 05. Februar: Heidi Handorf, deutsche Filmeditorin
- 06. Februar: Jim Sheridan, irischer Regisseur
- 08. Februar: Brooke Adams, US-amerikanische Schauspielerin
- 08. Februar: Niels Arestrup, französischer Schauspieler († 2024)
- 08. Februar: Irina Murawjowa, russische Schauspielerin
- 09. Februar: Judith Light, US-amerikanische Schauspielerin
- 13. Februar: Peter Kern, österreichischer Schauspieler, Regisseur, Produzent, Drehbuchautor und Dokumentarfilmer († 2015)

März:
- 02. März: Gates McFadden, US-amerikanische Schauspielerin
- 12. März: Rob Cohen, US-amerikanischer Regisseur
- 12. März: Charles Levin, US-amerikanischer Schauspieler († 2019)
- 15. März: John Duttine, britischer Schauspieler
- 16. März: Michael Aichhorn, österreichischer Schauspieler († 2008)
- 16. März: Erik Estrada, US-amerikanischer Schauspieler
- 16. März: Victor Garber, kanadischer Schauspieler
- 16. März: Joseph Pilato, US-amerikanischer Schauspieler († 2019)
- 17. März: Patrick Duffy, US-amerikanischer Schauspieler
- 18. März: John Garman Hertzler, US-amerikanischer Schauspieler
- 22. März: Fanny Ardant, französische Schauspielerin
- 28. März: Josephine Chaplin, US-amerikanische Schauspielerin († 2023)

### April bis Juni
April:

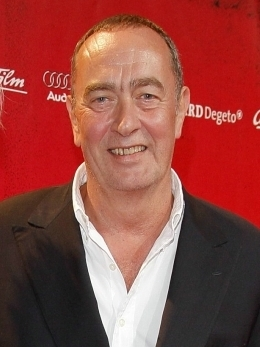
Bernd Eichinger (* 11. April)

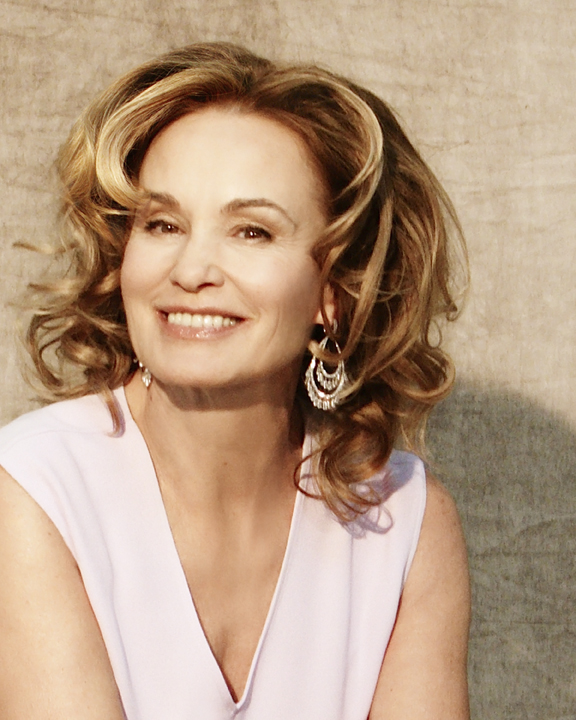
Jessica Lange (* 20. April)

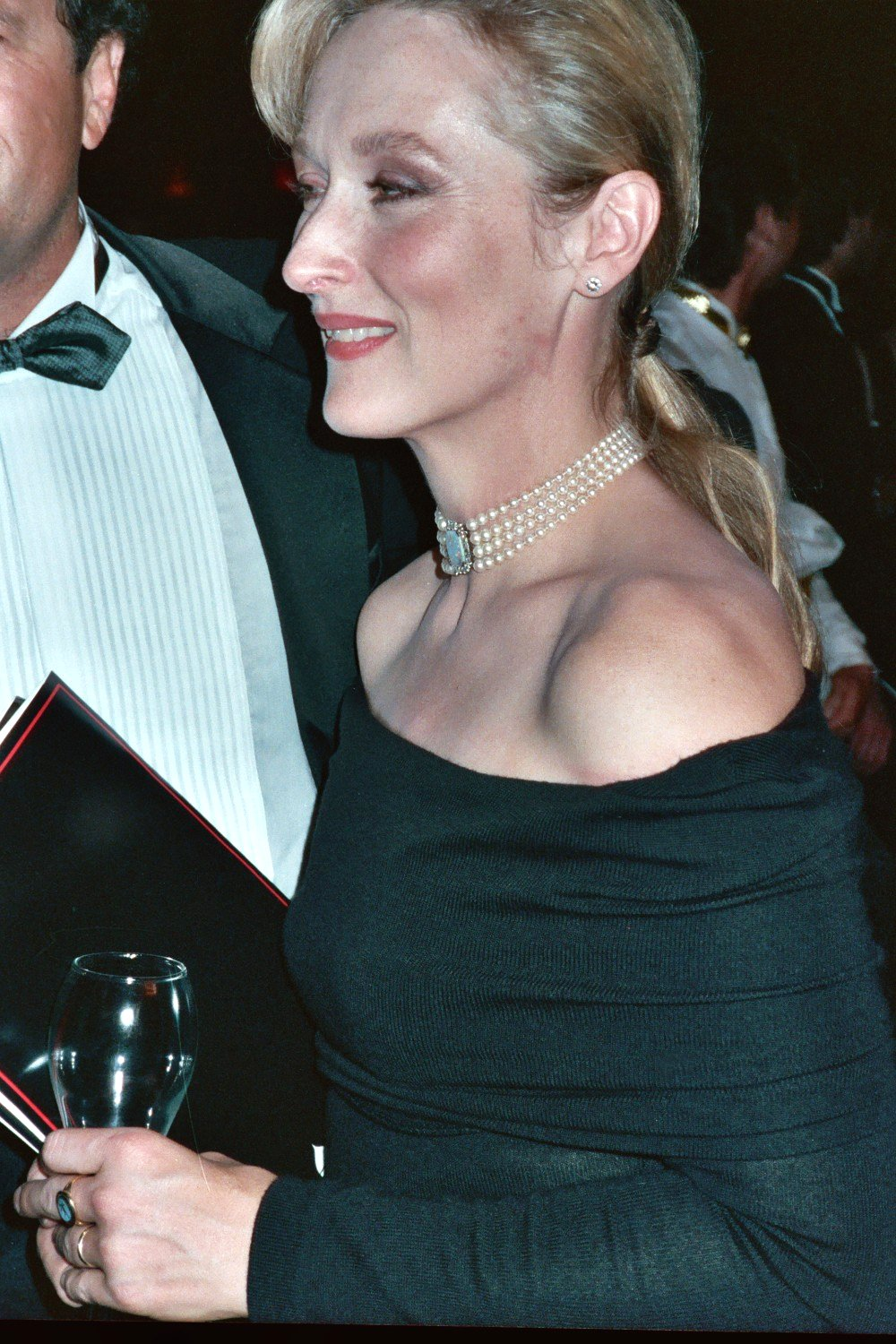
Meryl Streep (* 22. Juni)

- 02. April: Pamela Reed, US-amerikanische Schauspielerin
- 05. April: Larry J. Franco, US-amerikanischer Produzent und Regisseur
- 08. April: John Madden, britischer Regisseur
- 09. April: Rainer Klausmann, schweizerischer Kameramann
- 10. April: Gregory Nava, US-amerikanischer Filmregisseur, Drehbuchautor und Filmproduzent
- 11. April: Bernd Eichinger, deutscher Produzent, Drehbuchautor und Regisseur († 2011)
- 11. April: Carl Franklin, US-amerikanischer Schauspieler und Regisseur
- 14. April: John Shea, US-amerikanischer Schauspieler
- 20. April: Veronica Cartwright, britische Schauspielerin
- 20. April: Jessica Lange, US-amerikanische Schauspielerin
- 21. April: Patti LuPone, US-amerikanische Schauspielerin
- 26. April: Dominic Sena, US-amerikanischer Regisseur
- 28. April: Paul Guilfoyle, US-amerikanischer Schauspieler
- 28. April: Bruno Kirby, US-amerikanischer Schauspieler († 2006)

Mai:
- 10. Mai: Paca Gabaldón, spanische Schauspielerin
- 16. Mai: Karlheinz Hackl, österreichischer Schauspieler († 2014)
- 24. Mai: Jim Broadbent, britischer Schauspieler
- 24. Mai: Roger Deakins, britischer Kameramann
- 26. Mai: Pam Grier, US-amerikanische Schauspielerin
- 26. Mai: Philip Michael Thomas, US-amerikanischer Schauspieler
- 30. Mai: Peter Kahane, deutscher Regisseur
- 31. Mai: Tom Berenger, US-amerikanischer Schauspieler

Juni:
- 10. Juni: Frankie Faison, US-amerikanischer Schauspieler
- 13. Juni: Simon Callow, britischer Schauspieler
- 14. Juni: Antony Sher, britischer Schauspieler († 2021)
- 14. Juni: Papa Wemba, kongolesischer Schauspieler und Komponist († 2016)
- 15. Juni: Rick Rosenthal, US-amerikanischer Regisseur
- 16. Juni: Geoffrey Pierson, US-amerikanischer Schauspieler
- 19. Juni: John Duigan, australischer Regisseur
- 22. Juni: Meryl Streep, US-amerikanische Schauspielerin
- 22. Juni: Lindsay Wagner, US-amerikanische Schauspielerin

### Juli bis September
Juli:

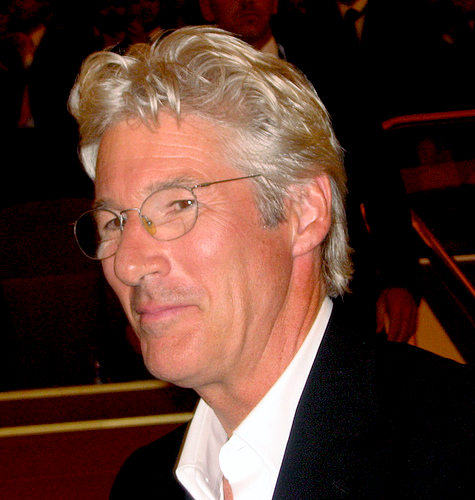
Richard Gere (* 31. August)

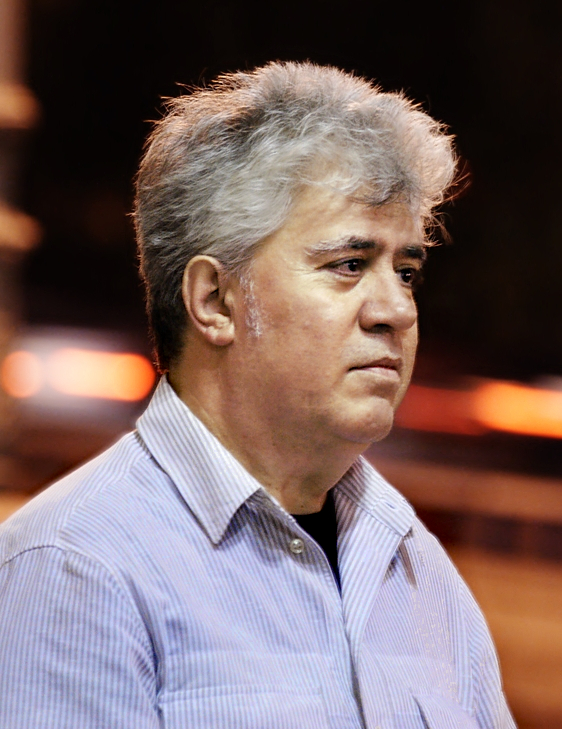
Pedro Almodóvar (* 24. September)

- 02. Juli: Hanno Pöschl, österreichischer Schauspieler
- 04. Juli: Ed O’Ross, US-amerikanischer Schauspieler
- 07. Juli: Shelley Duvall, US-amerikanische Schauspielerin († 2024)
- 12. Juli: Pawel Lungin, russischer Drehbuchautor und Regisseur
- 19. Juli: Maren Kroymann, deutsche Kabarettistin, Schauspielerin und Sängerin
- 21. Juli: Jon Davison, US-amerikanischer Produzent
- 27. Juli: Maury Chaykin, US-amerikanisch-kanadischer Schauspieler
- 28. Juli: Randall Wallace, US-amerikanischer Drehbuchautor und Regisseur
- 29. Juli: Leslie Easterbrook, US-amerikanische Schauspielerin

August:
- 06. August: Heinz Drewniok, deutscher Schauspieler und Regisseur († 2011)
- 08. August: Keith Carradine, US-amerikanischer Schauspieler
- 20. August: Patrick Kilpatrick, US-amerikanischer Schauspieler
- 21. August: Loretta Devine, US-amerikanische Schauspielerin
- 23. August: Shelley Long, US-amerikanische Schauspielerin
- 23. August: Jacques Weber, französischer Schauspieler
- 24. August: Pia Degermark, schwedische Schauspielerin
- 24. August: Joe Regalbuto, US-amerikanischer Schauspieler
- 25. August: John Savage, US-amerikanischer Schauspieler
- 25. August: Linde Prelog, österreichische Schauspielerin
- 27. August: Miles Goodman, US-amerikanischer Komponist
- 31. August: Richard Gere, US-amerikanischer Schauspieler

September:
- 03. September: Gilles Béhat, französischer Regisseur
- 06. September: Rakesh Roshan, indischer Regisseur
- 06. September: Tommy Lee Wallace, US-amerikanischer Regisseur
- 16. September: Ed Begley junior, US-amerikanischer Schauspieler
- 18. September: Beth Grant, US-amerikanische Schauspielerin
- 19. September: Sally Potter, britische Regisseurin
- 19. September: Ernie Sabella, US-amerikanischer Schauspieler
- 19. September: Twiggy, britische Schauspielerin und Fotomodell
- 20. September: Sabine Azéma, französische Schauspielerin
- 20. September: Anthony John Denison, US-amerikanischer Schauspieler
- 25. September: Pedro Almodóvar, spanischer Regisseur und Drehbuchautor
- 27. September: Helmut Berger, österreichischer Schauspieler
- 30. September: Ellen Parker, US-amerikanische Schauspielerin

### Oktober bis Dezember
Oktober:

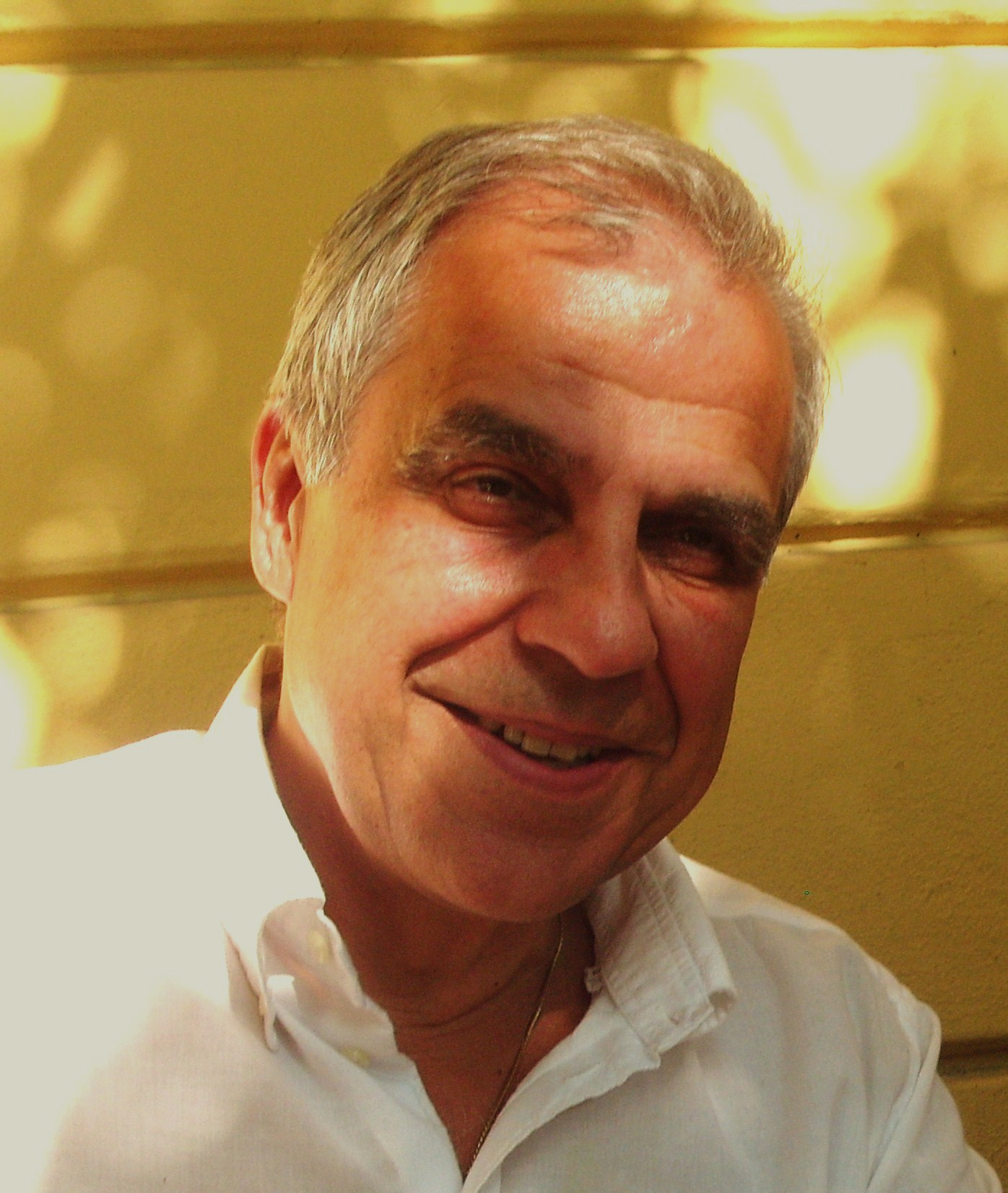
Michael Brennicke (* 5. Oktober)

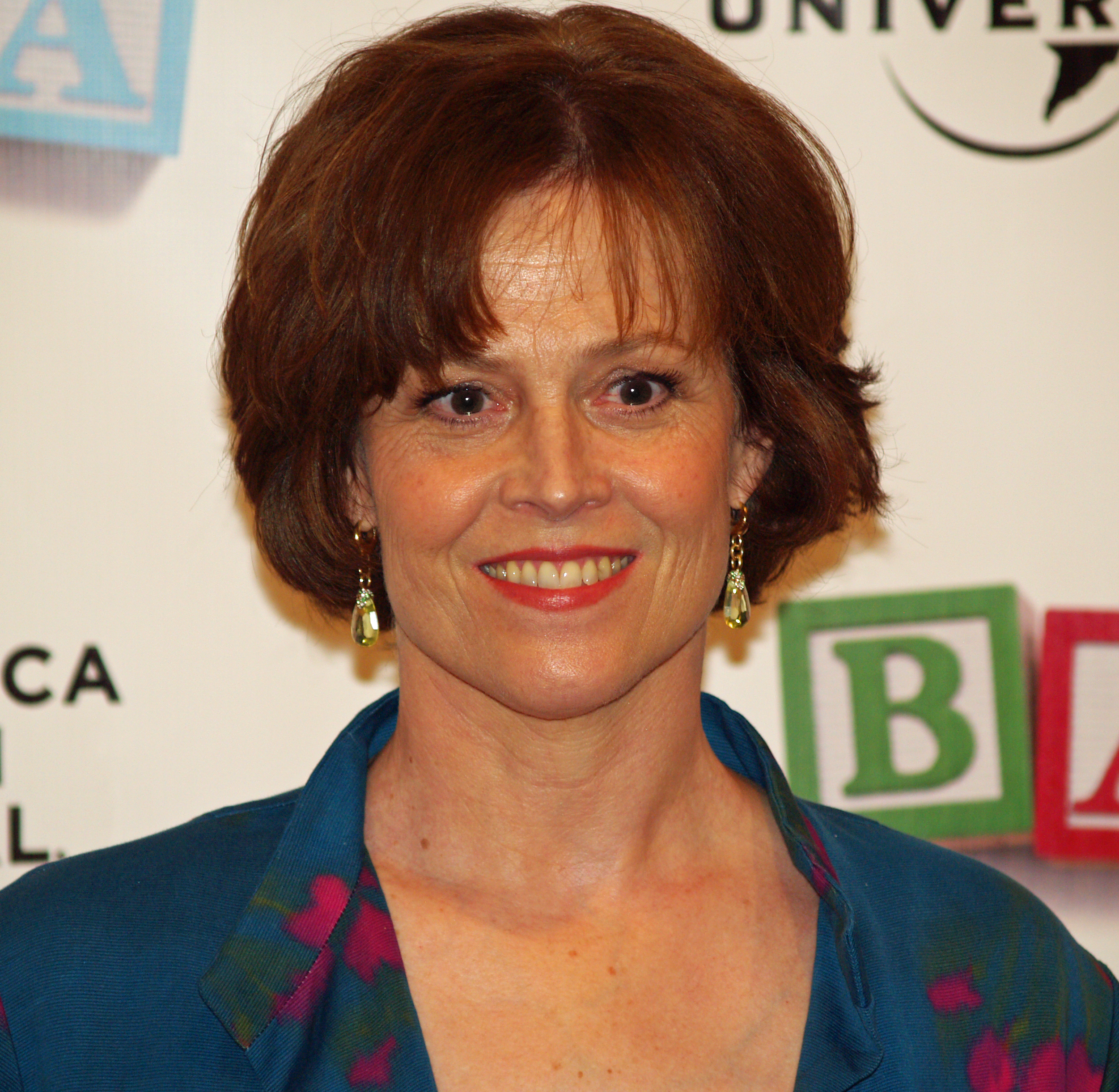
Sigourney Weaver (* 8. Oktober)

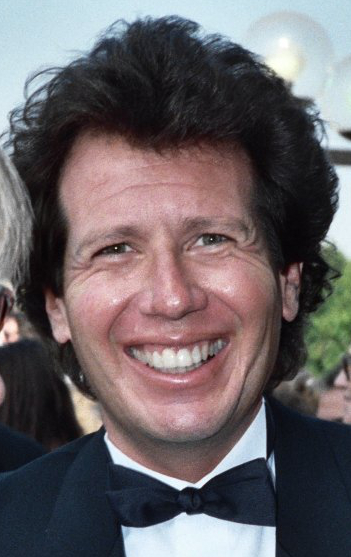
Garry Shandling (* 29. November)

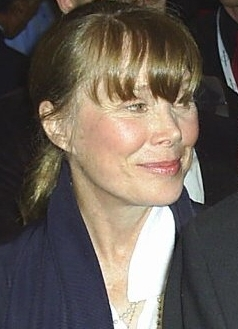
Sissy Spacek (* 25. Dezember)

- 03. Oktober: Alexander Rogoschkin, russischer Regisseur
- 04. Oktober: Armand Assante, US-amerikanischer Schauspieler
- 04. Oktober: Stephen Gyllenhaal, US-amerikanischer Regisseur und Drehbuchautor
- 05. Oktober: Michael Brennicke, deutscher Schauspieler und Dialogbuchautor († 2019)
- 07. Oktober: Lawrence Lasker, US-amerikanischer Drehbuchautor und Produzent
- 07. Oktober: Gabriel Yared, libanesischer Komponist
- 08. Oktober: Sigourney Weaver, US-amerikanische Schauspielerin
- 09. Oktober: Ottavia Piccolo, italienische Schauspielerin
- 10. Oktober: Jessica Harper, US-amerikanische Schauspielerin
- 12. Oktober: Richard Price, US-amerikanischer Drehbuchautor
- 20. Oktober: Craig R. Baxley, US-amerikanischer Regisseur
- 25. Oktober: Brian Kerwin, US-amerikanischer Schauspieler
- 28. Oktober: Aviva Joel, israelische Schauspielerin

November:
- 01. November: Jeannie Berlin, US-amerikanische Schauspielerin und Drehbuchautorin
- 01. November: Rainer Hunold, deutscher Schauspieler und Autor
- 05. November: Armin Shimerman, US-amerikanischer Schauspieler
- 10. November: Ann Reinking, US-amerikanische Schauspielerin, Tänzerin und Choreografin († 2020)
- 17. November: Jon Avnet, US-amerikanischer Regisseur
- 19. November: Nigel Bennett, kanadisch-britischer Schauspieler
- 28. November: Karen Montgomery, US-amerikanische Schauspielerin und Produzentin († 2015)
- 29. November: Garry Shandling, US-amerikanischer Schauspieler, Produzent und Drehbuchautor († 2016)

Dezember:
- 04. Dezember: Jeff Bridges, US-amerikanischer Schauspieler
- 07. Dezember: Tom Waits, US-amerikanischer Musiker und Schauspieler
- 08. Dezember: Nancy Meyers, US-amerikanische Drehbuchautorin und Regisseurin
- 11. Dezember: Boris Schtscherbakow, russischer Schauspieler
- 12. Dezember: Bill Nighy, britischer Schauspieler
- 14. Dezember: Lloyd Phillips, neuseeländischer Produzent († 2013)
- 14. Dezember: Dee Wallace-Stone, US-amerikanische Schauspielerin
- 15. Dezember: Don Johnson, US-amerikanischer Schauspieler
- 23. Dezember: Shimon Dotan, israelischer Regisseur
- 24. Dezember: Ray Colcord, US-amerikanischer Komponist († 2016)
- 24. Dezember: Barbie Steinhaus, deutsche Schauspielerin
- 25. Dezember: Sissy Spacek, US-amerikanische Schauspielerin
- 26. Dezember: Karola Hattop, deutsche Film- und Fernsehregisseurin
- 26. Dezember: Ira Newborn, US-amerikanischer Komponist

### Tag unbekannt
- Robert Beavers, US-amerikanischer Filmemacher und Regisseur
- Mike Hill, US-amerikanischer Filmeditor († 2023)
- Klara Höfels, deutsche Schauspielerin, Regisseurin und Theaterproduzentin († 2022)

## Verstorbene

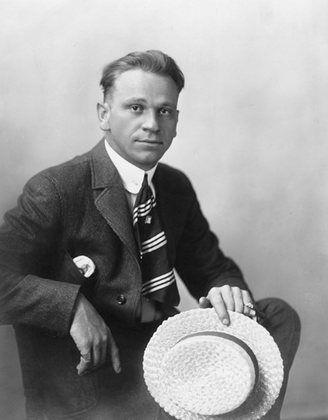
Wallace Beery († 15. April)

### Januar bis Juni
- 06. Januar: Victor Fleming, US-amerikanischer Regisseur (* 1889)
- 20. Januar: Nora Gregor, österreichische Schauspielerin (* 1901)

- 01. Februar: Herbert Stothart, US-amerikanischer Komponist (* 1885)
- 11. Februar: Teddy Bill, österreichischer Schauspieler (* 1900)

- 10. März: Harry E. Edington, US-amerikanischer Produzent (* 1888)
- 10. März: Gherardo Gherardi, italienischer Drehbuchautor (* 1891)
- 17. März: Felix Bressart, deutscher Schauspieler (* 1892)
- 30. März: James Searle Dawley, US-amerikanischer Regisseur (* 1877)

- 15. April: Wallace Beery, US-amerikanischer Schauspieler (* 1885)
- 18. April: Will Hay, britischer Schauspieler (* 1888)
- 22. April: Charles Middleton, US-amerikanischer Schauspieler (* 1874)

- 000Mai: Carlo Alberto Felice, italienischer Journalist und Regisseur (* 1886)
- 05. Mai: S. O. Schoening, deutscher Schauspieler (* 1888)
- 17. Mai: Béla Balázs, ungarischer Drehbuchautor und Filmkritiker (* 1884)

- 20. Juni: Fjodor Ozep, russischer Regisseur und Drehbuchautor (* 1895)

### Juli bis Dezember
- 06. Juli: Hans H. Zerlett, deutscher Regisseur und Drehbuchautor (* 1892)
- 30. Juli: Henrik Galeen, deutscher Regisseur und Drehbuchautor (* 1881)

- 09. August: Harry Davenport, US-amerikanischer Schauspieler (* 1866)
- 12. August: Al Shean, deutsch-amerikanischer Schauspieler (* 1868)
- 16. August: Margaret Mitchell, Autorin von Vom Winde verweht (* 1900)
- 18. August: Reimar Kuntze, deutscher Kameramann (* 1902)

- 08. September: Anton Pointner, österreichischer Schauspieler (* 1884)
- 18. September: Frank Morgan, US-amerikanischer Schauspieler (* 1890)
- 20. September: Richard Dix, US-amerikanischer Schauspieler (* 1893)
- 22. September: Sam Wood, US-amerikanischer Regisseur (* 1883)
- 24. September: Enrico Guazzoni, italienischer Regisseur (* 1876)

- 03. November: Olaf Fønss, dänischer Schauspieler (* 1882)
- 25. November: Bill Robinson, US-amerikanischer Stepptänzer (* 1877)

- 16. Dezember: Sidney Olcott, US-amerikanischer Regisseur (* 1873)
- 25. Dezember: Leon Schlesinger, US-amerikanischer Produzent (* 1884)